# Joseph Spiess
Pour les articles homonymes, voir Spiess.
Joseph Spiess né le 8 septembre 1838 à Mulhouse et mort le 31 mars 1917 à Paris, est un ingénieur français qui déposa en 1873 un brevet pour un aérostat à coque rigide, une année avant Ferdinand von Zeppelin. L'appareil de Spiess est construit en 1913 ; il fut le seul et unique dirigeable rigide français.

## Biographie
Joseph Spiess naît le 10 septembre 1838 à Mulhouse (Alsace) d'un père imprimeur. Il sert comme adjudant dans la Guerre franco-prussienne de 1870 à 1871. Lorsque l'Alsace-Lorraine est annexée par l'Empire allemand, Spiess choisit de conserver sa nationalité française.
Il décède le 31 mars 1917 ; il est enterré avec d'autres membres de sa famille dans le cimetière du Père-Lachaise à Paris, dans la même division que Louis Robert Lebaudy. Sa pierre tombale est ornementée d'une frise de bronze représentant son dirigeable.
La première apparition du dirigeable Spiess dans le ciel de Paris provoque une vive inquiétude : on le prend alors pour un Zeppelin allemand. Cependant, lorsque l'on apprit que c'était une machine française, Spiess bénéficia d'une relative célébrité nationale.

### Le Spiess
Peu avant la Première Guerre mondiale, quelques voix dans le grand public souhaitaient égaler la flotte de dirigeables de l'Allemagne. Le terrain était alors favorable pour la construction de l'aérostat de Spiess. À la suite de la catastrophe du Lebaudy République en septembre 1909, Joseph Spiess décide d'offrir au gouvernement français son dirigeable,.  
Après plusieurs essais, le dirigeable est laissé à l'abandon dans son hangar de Saint-Cyr : malgré le contexte géopolitique tendu, le gouvernement refuse de collaborer avec l'ingénieur. Selon lui, les dirigeables de type non rigide et plus petits seraient plus efficaces, théorie contredite par la suprématie des Zeppelin en vitesse (croisière et ascensionnelle) et charge emportée ,.  

### Citations
« En 1909, ayant pu, grâce à une vie de labeur incessant, amasser une fortune, Joseph Spiess n'hésitait pas, malgré les railleries de ses concitoyens, et souvent de ses amis, malgré les tracasseries de l'administration officielle, à consacrer cette fortune à la réalisation de son idée. Je me rappellerai toujours la joie lumineuse qui éclaira son visage quand, en 1912, il vit son rêve devenir une réalité, et le Spiess évoluer majestueusement au-dessus des plaines de Saint-Cyr. »

— Henry de La Vaulx

« Dès le lendemain de la perte de La République, le journal Le Temps, sollicité par ses lecteurs, ouvrait une souscription publique au profit de la flotte aérienne militaire. Les sommes recueillies dépassent à ce jour 300 000 francs. Enfin M. Spiess, inventeur d'un dirigeable rigide, dont le brevet a été déposé il y a une vingtaine d'années, a offert à l’État un ballon de 7 000 mètres cubes dont le modèle est actuellement exposé au Grand Palais. »

— « La Catastrophe de "La République" », La Revue Aérienne, no 24,‎ 10 octobre 1909 (lire en ligne).

## Décorations
- Chevalier de la Légion d'honneur par décret du 7 aout 1913
- Médaille commémorative de la guerre 1870–1871